# Joseph Raseta
Joseph Raseta, né le 9 décembre 1886 à Marovoay et mort le 5 octobre 1979 à Antananarivo, est un intellectuel et un homme politique malgache.

## Biographie

### Enfance et formation
Hova d'origine né le 9 décembre 1886 à Marovoay, Joseph-Delphin Raseta est le petit-fils d'un officier du palais et commandant d’armes à Mahajanga dans la guerre franco-malgache de 1883-1885 et le fils d'un deka (aide de camp) du premier ministre Rainilaiarivony, gouverneur dans la province d'Iboina.
Après des études à Tananarive aussi bien chez les frères des écoles chrétiennes (catholiques) et au collège des quakers de la Friends Foreign Mission Abroad, il entre à l’école de médecine de Tananarive, dont il sort diplômé en 1908. Médecin fonctionnaire de l’Assistance médicale indigène (1909-1922), il adhère, en octobre 1915, lors d’un congé à Tananarive, à la  Vy, Vato, Sakelika (« fer, pierre, ramification »), association clandestine d’étudiants nationalistes. Au début de 1916, les dirigeants de la VVS sont condamnés pour complot contre l'État, mais Raseta n'est pas poursuivi. Cette circonstance lui est reprochée après 1947, semblant accréditer la thèse d'une manipulation policière à l'origine de l'insurrection malgache de 1947.

### Débuts dans le militantisme
Établi en 1922 comme médecin libre à Toliara, il devient en 1926 correspondant du journal anticolonialiste L'Opinion de Diego Suarez. Poursuivi successivement pour délit forestier en 1927 et pour collecte de cotisations en faveur de Jean Ralaimongo en 1929 et 1930, il est condamné, en 1933 à 500 francs d'amende et trois ans d'interdiction de séjour pour outrage au gouverneur général, après avoir qualifié de « décret scélérat » le décret foncier de 1926, en défendant un village dont des terres ont été concédées à un colon ; il est acquitté en appel. Suspendu d’exercice de la médecine et poursuivi pour homicide involontaire en 1935 après le décès de l'un de ses patients indiens, mort de gangrène diabétique, il est à nouveau acquitté en appel.
Il adhère au Secours rouge international, qui représente le Parti communiste français dans l'outre-mer et, en 1934, à la Ligue anti-impérialiste en France, collabore à L'Aurore Malgache, puis au nouvel Opinion, et devient l'un des principaux actionnaires, avec 10 % du capital, du nouveau journal La Nation malgache (1935), tout en étant correspondant de L'Humanité et du Prolétariat malgache, créé à la fin de 1936. Cette dernière publication est l'organe du Parti Communiste, Région Madagascar (PCRM) auquel il adhère à sa fondation en août 1936, et jusqu'à la dissolution du PCRM en 1939, même s'il n'est pas communiste, mais nationaliste. Condamné par les autorités vichystes à deux ans d’internement au camp de Moramanga au titre du code de l’indigénat, il est libéré en mai 1943 et reprend son militantisme.

### Député de l'Assemblée constituante
Élu à l'Assemblée constituante en 1945 avec 5 476 voix sur 26 047 inscrits et 11 977 votants puis le 2 juin 1946 avec 13 529 voix sur 32 317 inscrits et 23 302 votants, il découvre la France en décembre 1945 et fonde à Paris en février 1946 le Mouvement démocratique de la rénovation malgache, dont il devient président. Sous la première Constituante, il se montre discret, n'intervenant qu'à trois reprises, dans la discussion d’une proposition de loi tendant à fixer le régime électoral, la composition, le fonctionnement et la compétence des assemblées locales d'outre-mer et sur le projet de loi relatif aux assemblées locales de Madagascar. Le 21 mars 1946, il dépose une proposition de loi demandant pour Madagascar le statut d'« État libre dans l’Union française », mais celle-ci est renvoyé en commission, où elle est enterrée. Toutefois, la suppression de l’indigénat et du travail forcé lui assurent un accueil triomphal à Tananarive le 5 mai 1946. Sous la deuxième Constituante, il réitère sa demande sous la forme d'une proposition de résolution, réclamant le 9 août 1946 l'organisation d'un référendum à Madagascar, en vain. Il intervient deux fois, notamment sur le chapitre de l'Union française, le 19 septembre 1946.

### Condamnation lors du «procès des parlementaires»
Réélu le 10 novembre 1946 avec 21 639 voix sur 86 181 inscrits et 41 447 votants), il est de retour en France le 9 mars 1947. Nommé à la commission de la famille, de la population et de la santé publique de l'Assemblée nationale le 28 janvier 1947, il interpelle, le 6 mai le gouvernement sur sa politique à Madagascar, après le déclenchement de l'insurrection malgache le 29 mars, mais doit comparaître, le 20 mai, devant une commission d’enquête parlementaire présidée par Maurice Viollette. Il rejette toute responsabilité dans une révolte qu'il condamne. Toutefois, après un long débat, le 4 juin, son immunité est levée le 6, par 234 voix contre 195. Arrêté et transféré à Tananarive, il est traduit en justice au « procès des parlementaires » (juillet-septembre 1948), au terme duquel il est condamné à mort le 4 octobre 1948. Après le rejet de son pourvoi en cassation, le 7 juillet 1949, le président Vincent Auriol commue sa peine en détention à vie dans une enceinte fortifiée, le 15 juillet. Il est déporté aux Comores, puis transféré à Calvi en octobre 1950, avant d'être libéré, pour raisons de santé, le 6 août 1955 et mis en résidence à Grasse, puis à Cannes.

### Figure de l'indépendance malgache
Toujours influent dans les milieux nationalistes, il soutient Stanislas Rakotonirina en 1956, lance avec Jacques Rabemananjara un appel à l’unité d’action de tous les nationalistes aux élections provinciales de 1955, appuie en 1958 le nouveau parti AKFM, nationaliste et pro-soviétique, s'oppose à Philibert Tsiranana et à la communauté française. Ayant tenté de rentrer à Madagascar avec l'aide des communistes en juillet 1959, il est interpellé à Djibouti et ramené en France.
De retour dans son pays le 19 juillet 1960, il intègre en août l’AKFM et se fait élire député sur sa liste à Tananarive, contre Joseph Ravoahangy. Lors de la rentrée parlementaire de mai 1961, doyen d'âge de l'Assemblée, il se distingue par un discours incendiaire contre le gouvernement. Toutefois, mis en minorité par les modérés de l'AKFM, partisans d'un compromis avec Tsiranana, il quitte ce parti en 1963 et fonde le FIPIMA, l'Union nationale malgache. Candidat aux élections présidentielles de 1965 contre Tsiranana, il est battu, n'obtenant que 2 % des voix. Cet échec cinglant révèle qu’il n’a guère que des ennemis parmi les opposants au pouvoir en place. A Tananarive même, l’AKFM a fait voter discrètement Tsiranana.
Transformé en « héros de la révolution » et nommé grand officier de l’Ordre des combattants de la révolution malgache par la Seconde République de Didier Ratsiraka, il meurt à Tananarive le 5 octobre 1979.

## Historique électorale
| Élection                                   | Votes reçus (%)  | Taux de participation / électeurs inscrits (%) | Résultat  |
| ------------------------------------------ | ---------------- | ---------------------------------------------- | --------- |
| Élections constituantes françaises de 1945 | 5 476 (45,72 %)  | 11 977 / 26 047 (45,98 %)                      | Remportée |
| Élections constituantes françaises de 1946 | 13 529 (58,06 %) | 23 302 / 86 181 (27,04 %)                      | Remportée |
| Élections législatives françaises de 1946  | 21 639 (52,21 %) | 41 447 / 86 181 (48,09 %)                      | Remportée |
| Élection présidentielle malgache de 1965   | 54 814 (2,19 %)  | 2 521 216 / 2 583 051 (97,61 %)                | Perdue    |